# Lerkka
Lerkka är en ö i Finland. Den ligger i Skärgårdshavet och i kommunen Vemo i den ekonomiska regionen  Nystadsregionen i landskapet Egentliga Finland, i den sydvästra delen av landet. Ön ligger omkring 30 kilometer nordväst om Åbo och omkring 180 kilometer väster om Helsingfors.
Öns area är 1,5 hektar och dess största längd är 220 meter i sydöst-nordvästlig riktning.